# Emily Kapnek
Emily Kapnek (27 de março de 1972) é uma atriz e produtora estadunidense. Foi conhecida por trabalhar em As Told by Ginger, Emily's Reasons Why Not e Suburgatory.